# IKCO Paykan
Paykan – samochód produkowany w latach 1967–2005 w Teheranie na licencji Hillmana Huntera przez Iran Khodro (IKCO) w dwóch odmianach – sedan i pick-up (od 1969 roku). W 2000 roku zadebiutował następca Paykana – Samand. Pojazd ten wyposażony był w dwie jednostki napędowe 1.6 o mocy 66 KM lub 1.8 o mocy 73 KM. Ceny wahały się w granicach 7000–10 000 $. Samochód pod tą nazwą oferowany był wyłącznie w Iranie.

## Galeria

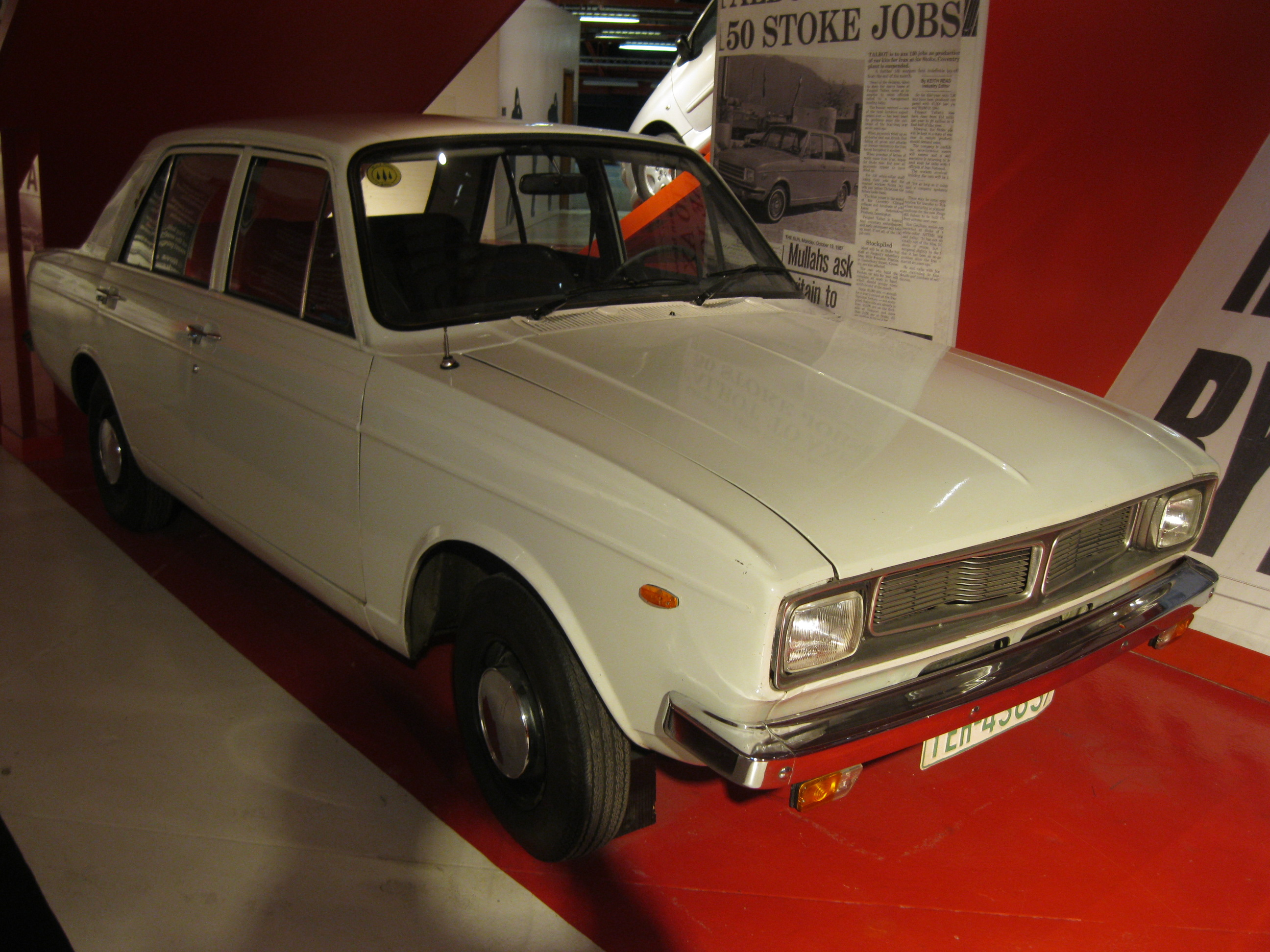
Jeden z pierwszych Paykanów
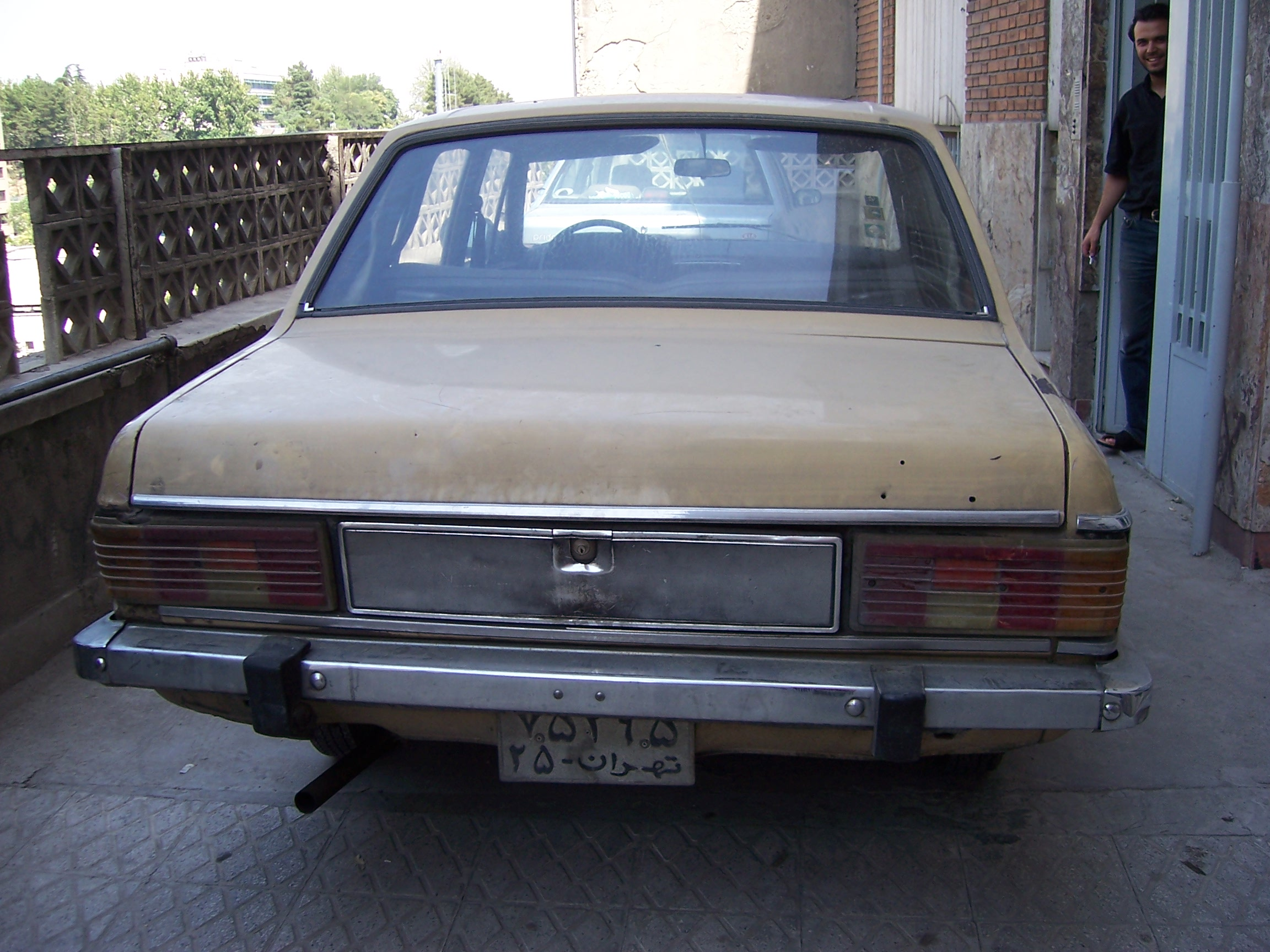
Paykan – tył pojazdu
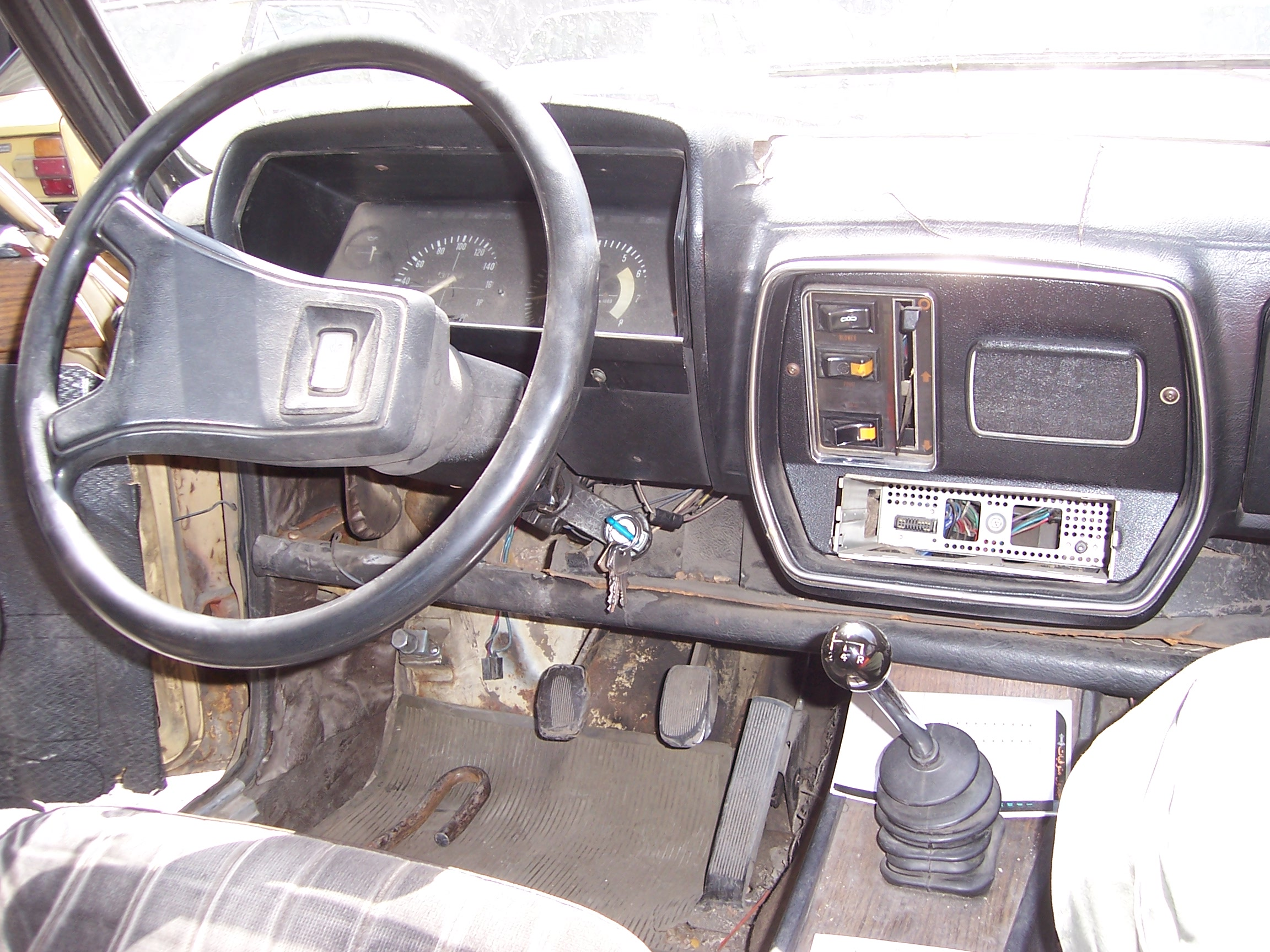
Paykan – wnętrze
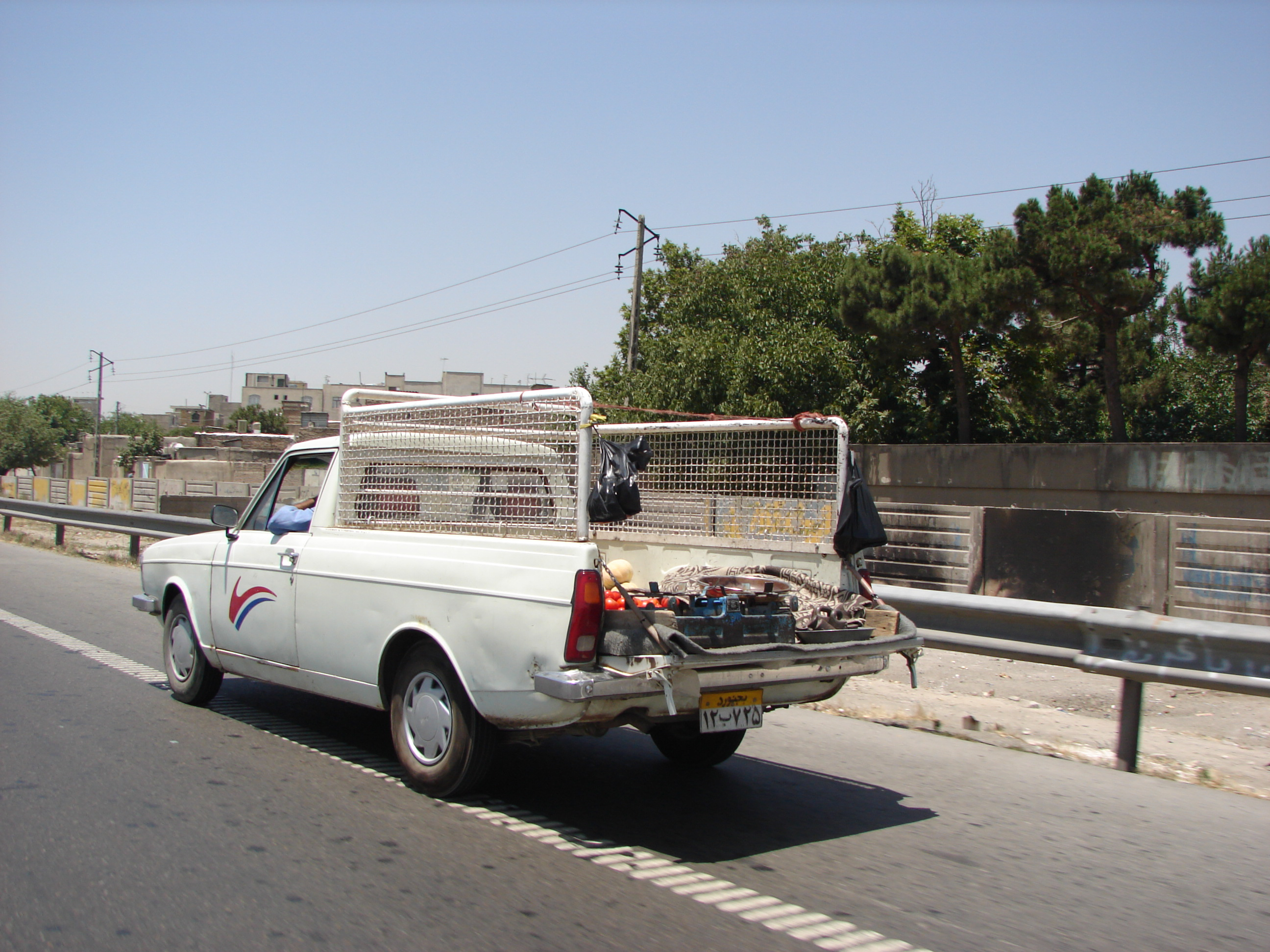
Paykan w wersji pick-up